# Жидувка
Жидувка — малая река в городе Луцке, левый приток р. Стыр.

## Характеристика
Начинается р. Жидувка западнее улицы Львовской, протекает рядом с прежним Луцким подшипниковым заводом, почти параллельно улицам Боженко и Мамсурова, дальше пересекает улицу Потебни и впадает в р. Стыр.
Длина реки около 4 км, средний расход воды — 0,03 м³/с. Проблема с качеством воды р. Жидувка значительно сложнее, чем в других малых луцких речках — Сапалаевке и Омелянике.
В Жидувку сбрасывают дождевые сточные воды с промплощадки прежнего Луцкого подшипникового завода, тем самым питая реку, но и загрязняя ее. В целом, река полностью канализирована, сток реки слабый: летом она может пересыхать, зимой (при сильных морозах) — перемерзать. Сложно говорить о проявлениях гидрологического или гидрохимического режимов.
Решением исполкома Луцкого горсовета от 24.05.2013 г. «О мероприятиях по предотвращению ухудшения качества поверхностных вод» для коммунального предприятия «Луцкводоканал» были установлены пункты ежеквартального локального мониторинга качества воды на р. Жидувка: № 1 — ул. Станиславского (около рынка); № 2 — ул. Потебни (мост).